# 红寺镇
红寺乡，是中华人民共和国甘肃省平凉市静宁县下辖的一个乡镇级行政单位。

## 行政区划
红寺乡下辖以下地区：
红寺村、二河村、丈子村、庙河村、玉皇村、红堡村、胡沟村、化沟村、魏沟村、甘湾村、王湾村、张峡村、白局村、吊岔村、文寺村和寺岔村。